# Microdon formosanus
Microdon formosanus är en tvåvingeart som beskrevs av Tokuichi Shiraki 1930. Microdon formosanus ingår i släktet myrblomflugor, och familjen blomflugor.
Artens utbredningsområde är Taiwan. Inga underarter finns listade i Catalogue of Life.